# Belden (Californie)
Pour les articles homonymes, voir Belden.
Belden est une census-designated place du comté de Plumas, dans l'État de Californie, aux États-Unis,. En 2020, elle compte une population de 15 habitants.